# Église Saint-Samson de Bruille-lez-Marchiennes
Pour les articles homonymes, voir Église Saint-Samson.
L'église Saint-Samson est une église catholique située à Bruille-lez-Marchiennes, en France.

## Localisation

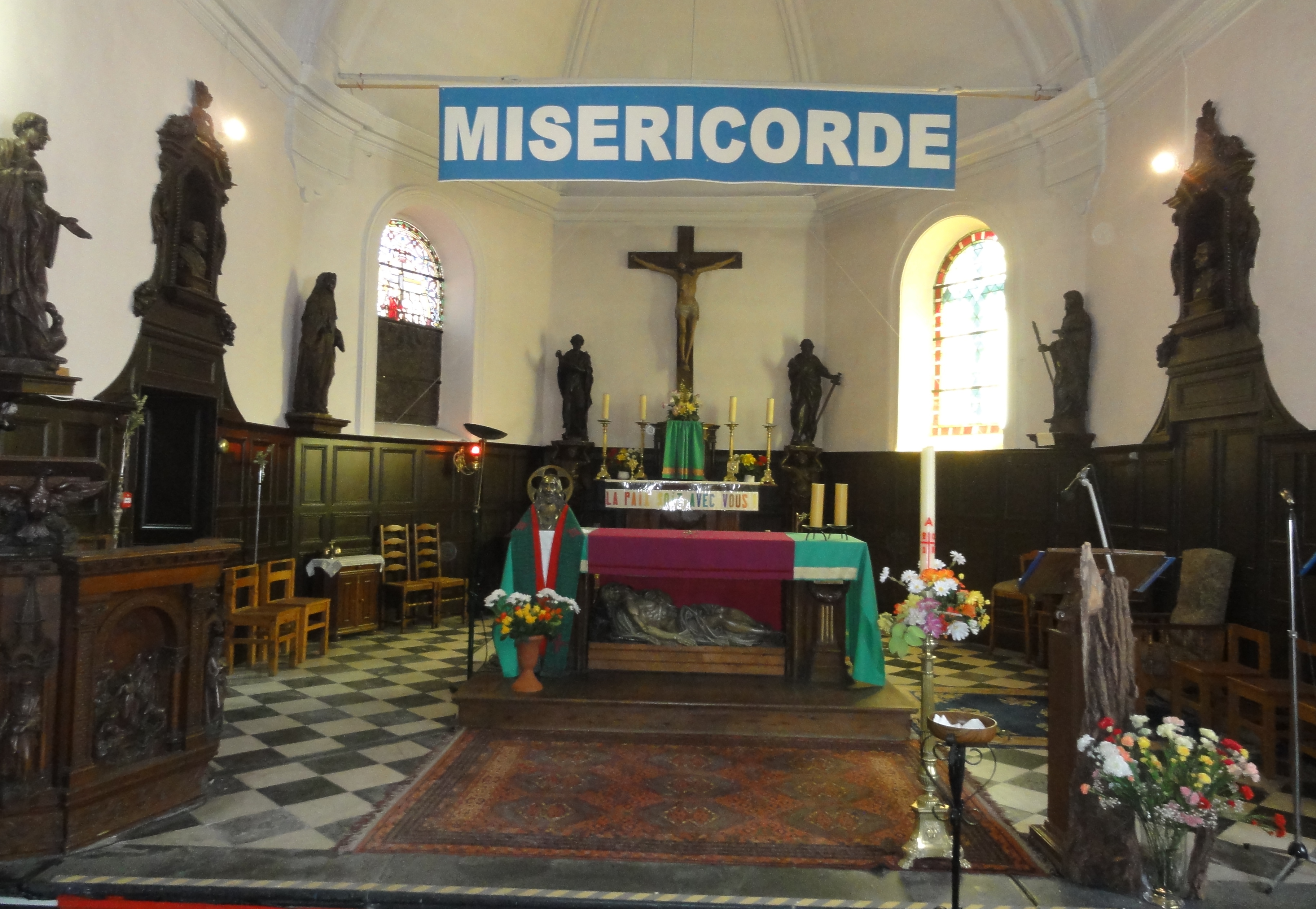
L'intérieur de l'église.

L'église est située dans le département français du Nord, sur la commune de Bruille-lez-Marchiennes.

## Mobilier
On peut y noter:

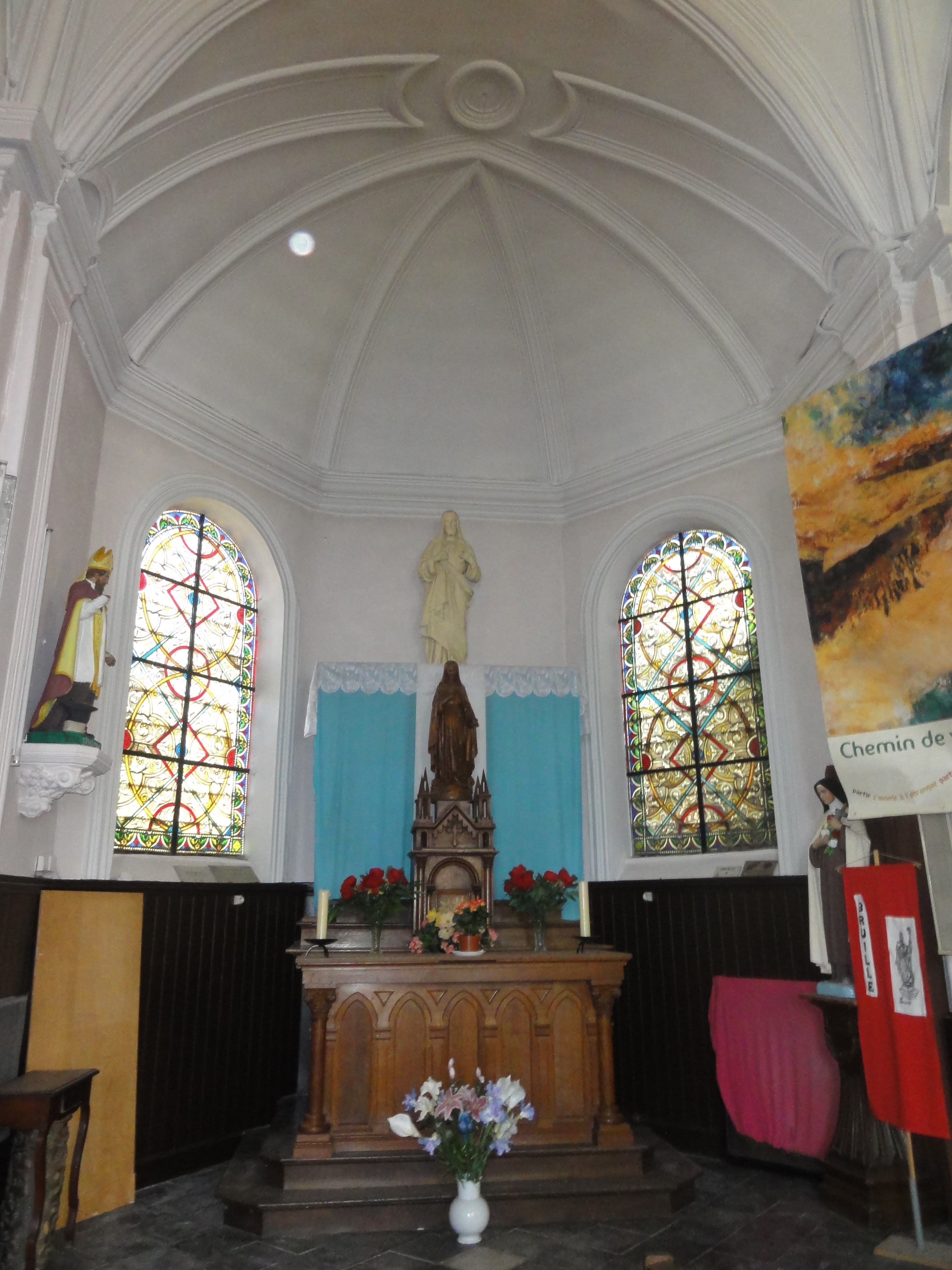
Église Saint-Samson.

- une statue de sainte Scholastique datant du XVIIe siècle[1].
- Une statue de saint Benoît de la même période[2].
- Une cloche datant de 1562, et pesant 579 kilogrammes[3].

## Liste des curés avant 1789
- (Aubert ?) Platiel, 1438 ?
- Guy Hanu, attesté le 8 août 1502.
- Antoine Wallein, décédé en 1575
- Simon de Herecq, du 8 avril 1575 au 10 janvier 1576
- François MAUGIS, attesté le 10 janvier 1576
- Jean Creteau, attesté le 12 mars 1585
- Gilles Le Camus, attesté le 5 avril 1586
- Jean de Cambry, vers 1643
- Granyer, jusqu'au 28 octobre 1670.
- François Scohier, jusqu'au 19 avril 1701, puis le 16 février 1705.
- Jean Louis de Gouy, 1732 - décédé le 24 août 1767
- Nicolas François Joseph Vicogne, 5 août 1768 - décédé le 16 février 1778
- Jean Léonard Breuwart, 25 juin 1778 - 11 janvier 1784
- P. Jérôme Cabre, 15 juillet 1784, déporté à la Révolution.